# 白朗寧BDM半自動手槍
白朗寧BDM（英語：Browning BDM；BDM全寫：Browning Double Mode，意為：勃朗宁雙模式操作型）是一款由美国犹他州奥格登的槍械製造商白朗寧武器公司所研製和於1991年至1998年間生產的半自動手槍。儘管其外觀與白朗寧（埃斯塔勒国营工厂）的P-35型“ 大威力”半自動手槍相類似，事實上BDM卻是一種新型設計，旨在參與美國联邦调查局的制式手槍競標的服役試驗。但是，聯邦調查局最終並未採用BDM作配發武器，而該槍的結果是僅在私人市場上短暫出售。

## 概述
白朗寧BDM由白朗寧武器公司於1991年研發，與白朗寧（埃斯塔勒）的P-35大威力型號不同，它只在北美生產。
這是一款彈匣供彈、自動裝填、擊錘擊發彈藥的手槍，在設計上於套筒的左側裝設了選擇扳機“模式”的開關（實際上只是附有對分凹槽的齊平鑲嵌式旋盤），可在雙動／單動（DA/SA）的手槍模式和純雙動（DAO）的“左輪手槍”模式之間切換——當然，除了扳機模式的相似性以外，BDM與左輪手槍並無相似之處。該扳機模式開關為手槍起了個名字，BDM意為“Browning Dual Mode”或“ Browning Double Mode”（白朗寧雙模式）。
兩個設計的衍生型取消了模式操作開關，因而分為全天候左輪手槍模式的BRM型（“Browning Revolver Mode”，白朗寧左輪手槍模式），或是全天候雙動／單動手槍模式的BPM-D型（“Browning Pistol Mode Decocker”，白朗寧手槍模式待擊解脫型）。表面處理包括烤藍、在白朗寧的廣告中被稱為“銀鉻”的啞光鍍铭，以及銀色鍍鉻底把和烤藍套筒的雙色調組合型，命名為為“實用”型表面處理。
BDM和BPM-D衍生型裝有設於底把而靈巧的保險／待擊解脫桿，操作時可將手槍恢復到降下擊錘的預擊設置。在下一發將要擊發的彈藥隨手槍套筒復進以後，就會以單動模式擊發隨後的子彈，直到使用待擊解脫桿將擊錘降下到“保險”位置。而BRM衍生型取消了安保險／待擊解脫桿，在每次發射（即純雙動操作）以後，都手槍擊錘降至處於“保險”雙動位置。
BDM及其衍生型都以可拆卸式彈匣供彈，彈匣為雙排，可裝填15發9×19毫米魯格（帕拉貝倫）彈藥。為了遵守1994年美國聯邦突擊武器禁制法案（簡稱：AWB）的法規，民用市場只能購入BDM的10發彈匣，而15發彈匣只能供給執法機構使用。2004年，宣佈1994年突擊武器禁制法案到期而失效以後，15發彈匣再度合法，並且可供大多數州民間市場流通。

## 外部連結
- （简体中文）—D Boy Gun World（槍炮世界）—勃朗宁BDM手枪 （页面存档备份，存于）